# Maidla (Juuru)
Maidla – wieś w Estonii, w prowincji Rapla, w gminie Juuru.